# (20000) Varuna
(20000) Varuna (provisorische Bezeichnung 2000 WR106) ist ein großes transneptunisches Objekt im Kuipergürtel, das bahndynamisch als Cubewano (CKBO), als erweitertes Scattered Disk Object (DO) oder «Distant Object» eingestuft wird. Aufgrund seiner Größe ist das Objekt ein Zwergplanetenkandidat.

## Entdeckung und Benennung
Varuna wurde am 28. November 2000 von Robert McMillan, einem Mitarbeiter des Spacewatch-Teams, am 0,9–m-Teleskop des Kitt-Peak-Observatoriums am Steward-Observatorium (Arizona) entdeckt. Die Entdeckung wurde am 1. Dezember 2000 bekanntgegeben; der Planetoid erhielt die vorläufige Bezeichnung 2000 WR106 und im Januar 2001 aufgrund seiner damals höher eingeschätzten Größe von der IAU die besondere Kleinplaneten-Nummer 20000.

Er erhielt schließlich den Namen Varuna (वरुण, Sanskrit) nach der Hindu-Gottheit der kosmischen und moralischen Ordnung. Varuna war einer der wichtigsten Götter der frühvedischen Inder, der über die Gewässer des Himmels und des Ozeans wachte. Durch seine Assoziation mit dem Wasser wird er oft mit dem griechischen Poseidon und dem römischen Neptun gleichgesetzt. (Deshalb heißt der Planet Neptun auf Hindi ebenfalls Varuna.)
Nach seiner Entdeckung ließ sich Varuna auf Fotos, die im Rahmen des Digitized-Sky-Survey-Programmes (DSS) am Palomar-Observatorium (Kalifornien) gemacht wurden, bis zum 24. November 1954 zurückgehend identifizieren und so seinen Beobachtungszeitraum um 46 Jahre verlängern, wodurch seine Umlaufbahn genauer berechnet werden konnte. Seither wurde der Planetoid durch verschiedene Teleskope wie das Herschel- und das Spitzer-Weltraumteleskop sowie durch erdbasierte Teleskope beobachtet. Im April 2017 lagen insgesamt 439 Beobachtungen über einen Zeitraum von 63 Jahren vor.

## Eigenschaften

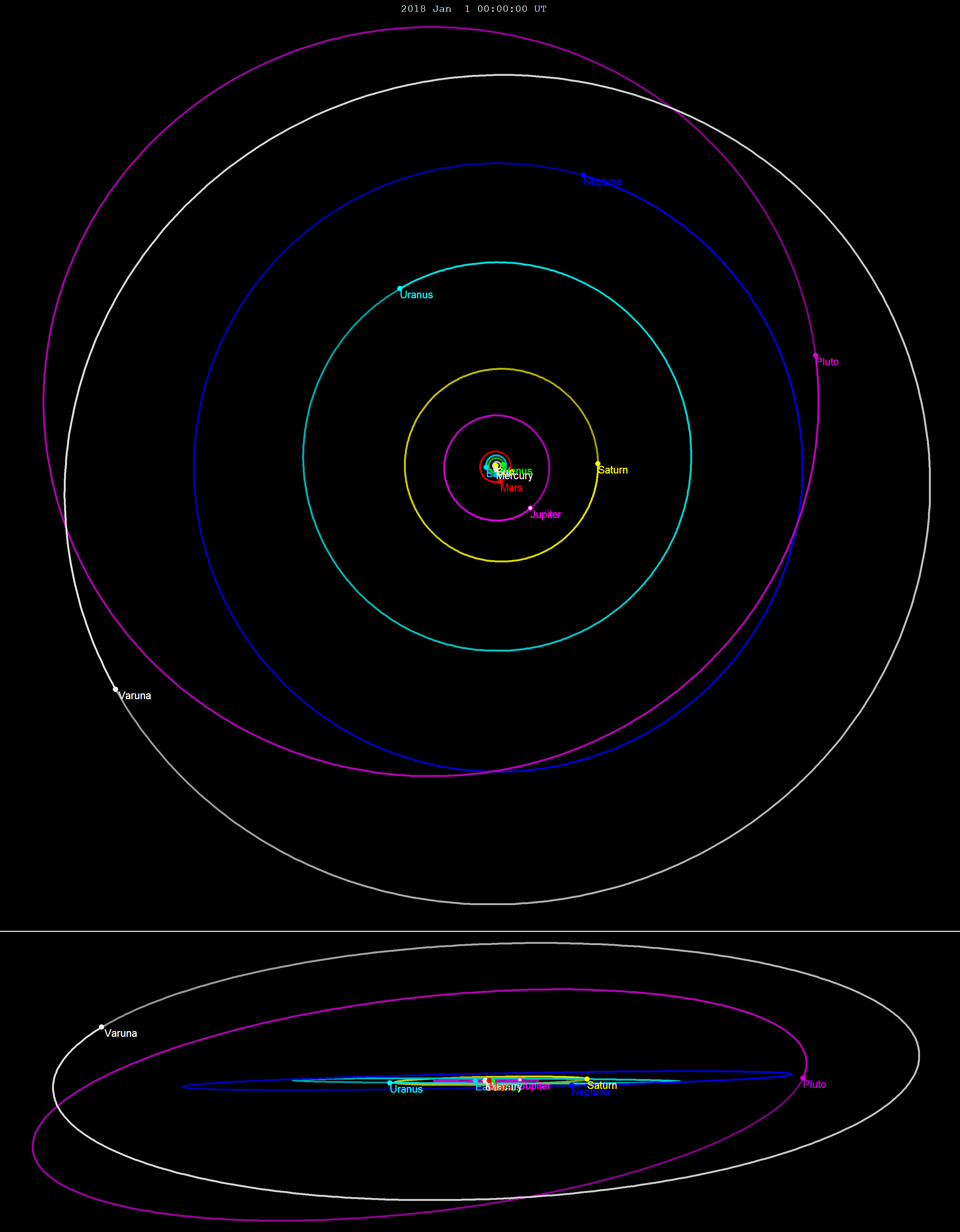
Bahnvergleich von Varuna (weiß) im Vergleich zu Pluto (lila) und den Planeten.

### Umlaufbahn
Varuna umkreist die Sonne in 279,83 Jahren auf einer fast kreisförmigen Umlaufbahn zwischen 40,47 AE und 45,10 AE Abstand zu deren Zentrum. Die Bahnexzentrizität beträgt 0,054, die Bahn ist 17,22° gegenüber der Ekliptik geneigt. Derzeit ist der Planetoid 39,05 AE von der Sonne entfernt. Das Perihel durchlief er das letzte Mal 1928, der nächste Periheldurchlauf dürfte also im Jahre 2208 erfolgen.
Die Bahnelemente von Varuna weisen Ähnlichkeiten mit Quaoar auf; Varuna besitzt eine ähnliche Umlaufzeit und Exzentrizität wie Quaoar, doch eine etwas geneigtere Umlaufbahn. Die Orbits von Varuna und Pluto weisen eine ähnliche Bahnneigung auf (beide etwa 17°) und sind ähnlich ausgerichtet, so dass sich die Knoten beider Planetoiden vergleichsweise nah sind. Im Unterschied zu Pluto, der einer 2:3–Resonanz mit dem Planeten Neptun unterliegt und daher zu den Plutinos gehört, erfährt die Umlaufbahn von Varuna keine nennenswerten Bahnstörungen durch Neptun. Die minimale mögliche Entfernung zu Neptun (MOID) beträgt 12,28 AE.
Marc Buie (DES) klassifiziert den Planetoiden als erweitertes SDO (ESDO bzw. DO), während das Minor Planet Center ihn als Cubewano einordnet, wobei er zu den bahndynamisch «heißen» klassischen KBO gehört; letzteres führt ihn auch als Nicht–SDO und allgemein als «Distant Object».

### Größe und Form
Nach seiner Entdeckung wurde der Durchmesser von Varuna wie bei Ceres zunächst auf etwa 1000 km geschätzt, woraus die runde Nummerierung resultierte. 2013 wurde der Durchmesser von Varuna auf 668 km bestimmt, was durch Untersuchungen der Daten des Herschel-Weltraumteleskops ermittelt wurde. Bereits aus der Lichtkurve konnte auf die Form eines dreiachsigen Ellipsoides (Jacobi-Typ) geschlossen werden, was sich anlässlich einer Okkultation im Februar 2010 nahe Varunas maximaler scheinbaren Helligkeit bestätigte: Der Hintergrundstern wurde von São Luís aus gesehen für 52,5 s verfinstert, was projiziert einem Sehnenabschnitt von 1003 km entspricht. Gleichzeitig wurde vom nur 255 km entfernten Quixadá aus der Hintergrundstern nicht verdeckt, was ein starker Hinweis auf eine langgestreckte Form des Planetoiden ist. Ein möglicher Doppelsystem-Charakter erscheint aufgrund der Lichtkurve eher unwahrscheinlich. Die Untersuchungen ergaben ein Achsenverhältnis von entweder 1:0,63:0,45 oder 1:0,80:0,52, was auf Basis eines angenommenen Maximaldurchmessers von 668 km den Abmessungen von 668 × 421 × 301 respektive 668 × 534 × 347 km entspräche.
Ausgehend von einem Durchmesser von 668 km ergibt sich eine Gesamtoberfläche von etwa 1.402.000 km². Die scheinbare Helligkeit von Varuna beträgt 20,21 m, die mittlere Oberflächentemperatur wird anhand der Sonnenentfernung auf 41 bis 43 K (−230 bis −232 °C) geschätzt.
Es wird davon ausgegangen, dass sich Varuna trotz seiner vermutlich von der Kugelgestalt deutlich abweichenden Form aufgrund seiner Masse im hydrostatischen Gleichgewicht befindet und damit die Kriterien für eine Einstufung als Zwergplanet erfüllt. Mike Brown geht davon aus, dass es sich bei ihm höchstwahrscheinlich um einen Zwergplaneten handelt; auch Gonzalo Tancredi akzeptierte Varuna 2010 als Zwergplaneten, schlug der IAU jedoch nicht direkt vor, ihn offiziell als solchen anzuerkennen.

Größenvergleich einiger großer TNO.

| Jahr | Abmessungen km        | Quelle              |
| ---- | --------------------- | ------------------- |
| 2001 | 900,0 +0129,0−0145,0  | Jewitt u. a.        |
| 2002 | 1060,0 +0180,0−0220,0 | Lellouch u. a.      |
| 2005 | 936,0 +0238,0−0324,0  | Grundy u. a.        |
| 2005 | >621,0 ± 150,0        | Stansberry u. a.    |
| 2006 | 586,0 +0190,0−0129,0  | Cruikshank u. a.    |
| 2007 | 502,0 ±100            | Stansberry u. a.    |
| 2008 | 528,0                 | Tancredi            |
| 2008 | 714,0 +0178,0−0128,0  | Brucker u. a.       |
| 2010 | 1003,0 ± 9,0          | Sicardy u. a.       |
| 2010 | 500,0                 | Tancredi            |
| 2013 | 816,0                 | Mommert u. a.       |
| 2013 | 668,0 +0154,0 −086,0  | Lellouch u. a.      |
| 2014 | 678,0                 | Braga-Ribas u. a.   |
| 2015 | 600,0                 | LightCurve DataBase |
| 2018 | 698,0                 | Brown               |

### Rotation
Anhand von Lichtkurvenbeobachtungen rotiert Varuna in 6 Stunden und 20,5 Minuten einmal um seine Achse. Daraus ergibt sich, dass er in einem Varuna-Jahr knapp 400.000 Eigendrehungen („Tage“) vollführt. Für ein vergleichsweise großes Objekt wie Varuna ist eine so schnelle Rotationsperiode recht ungewöhnlich; 2006 wurde mit Haumea ein noch größerer und mit 3,9 Stunden noch schneller rotierender Himmelskörper gefunden, der aufgrund seiner schnellen Rotation ebenfalls eine langgezogene Form aufweist.

### Oberfläche

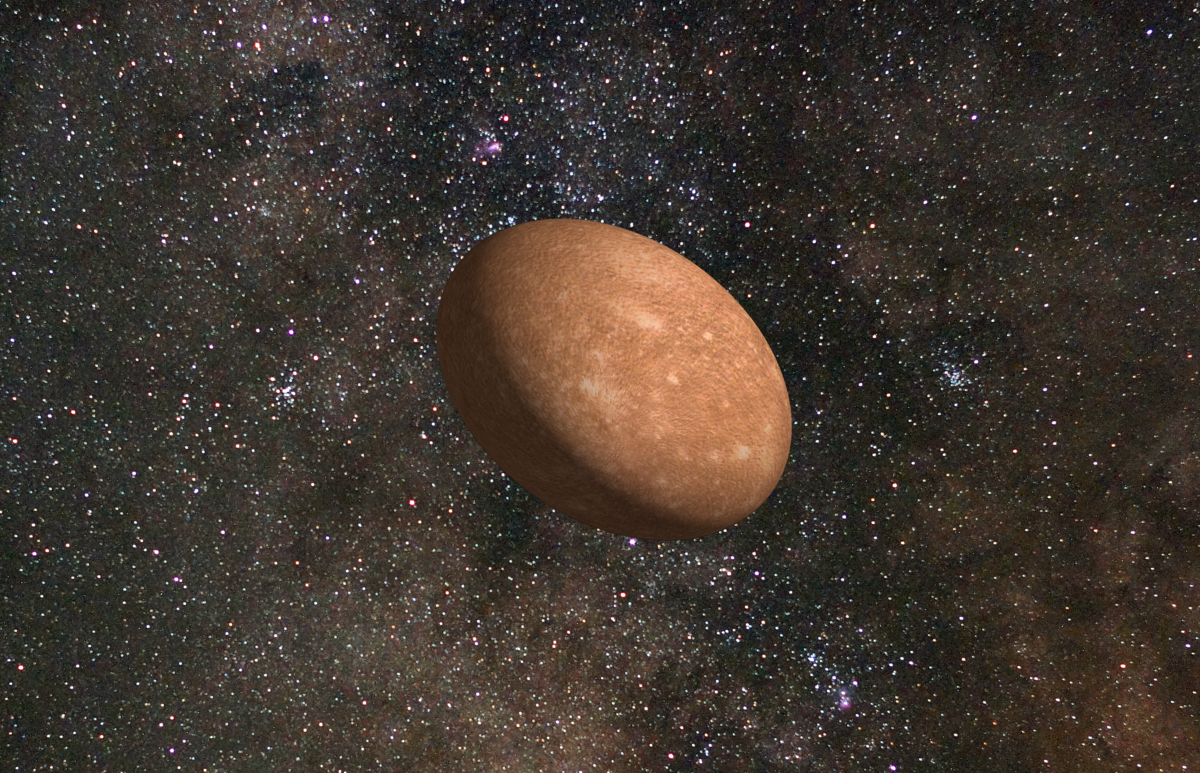
Fantasiedarstellung einer möglichen Ansicht der Oberfläche.

Die Oberfläche des Planetoiden ist rötlich gefärbt und zeigt bei 2,0 µm eine Absorptionslinie, was auf das Vorhandensein von kleinen Mengen Wassereis auf der Oberfläche hinweist. Flüchtige Substanzen wie Methan oder Stickstoff konnten nicht nachgewiesen werden. Das Untersuchen der Spektren verschiedener Rotationsphasen zeigte keine Hinweise auf Helligkeitsunterschiede auf der Oberfläche; diese scheint also ziemlich homogen zu sein. Als wahrscheinlichste Bestandteile wird ein Gemisch von komplexen organischen Verbindungen (35 %), amorphen Silikaten (25 %), Wassereis (25 %) und amorphem Kohlenstoff (15 %) angenommen. Es wird aber auch eine mögliche andere Zusammensetzung diskutiert, die bis zu 10 % Methan enthalten könnte. Bei einem Objekt mit den Eigenschaften von Varuna können so flüchtige Stoffe wie Methan nicht primordial sein, so dass ein Ereignis wie ein energiereicher Einschlag vonnöten wäre, um ihre Präsenz auf der Oberfläche erklären zu können.